# Sunlight
Sunlight är en låt framförd av sångaren Nicky Byrne.
Låten var Irlands bidrag till Eurovision Song Contest 2016 i Stockholm. Den framfördes i tävlingens andra semifinal i Globen den 12 maj 2016 där den fick 46 poäng och hamnade på plats 15 av 18. Den kvalificerade sig därmed inte till final.